# 9. April 1940 i København og Viborg
9. April 1940 i København og Viborg er en dansk dokumentarfilm fra 1940. Optagelserne er formentlig ikke alle fra 9. april, da folk i nogle scener er iført sommertøj, og senere ser man sne på jorden.

## Handling
Optagelser af Tysklands invasion af Danmark, som hidrører fra tyske ugerevyer, blandet med privatoptagelser. Kastellet besættes, og naziflaget går til tops. Fly over Københavns tage. 'Oprop'-sedler læses. General Leonhard Kaupisch, øverstbefalende for de tyske tropper, og Tysklands ambassadør Cecil von Renthe-Fink, der bliver Reichsbevollmächtiger i Danmark under besættelsen. Politibetjente får deres stave tilbage. Optagelser fra København, blandt andet fra Rådhuspladsen, foran Glyptoteket og fra Kastellets indtagelse, og af Kong Christian 10. på ridetur gennem byen. Krigsskibe i Københavns Havn. March gennem Roskilde. Soldater ved Lillebæltsbroen. Tyskernes indmarch i Viborg 9. april 1940. Spærreballon på himlen skydes i brand. Artillerikanoner trukket af heste og på godsvogne optaget fra vindue. Bombekratere og blindgængere på mark og smadrede vinduer.